# Co Giling

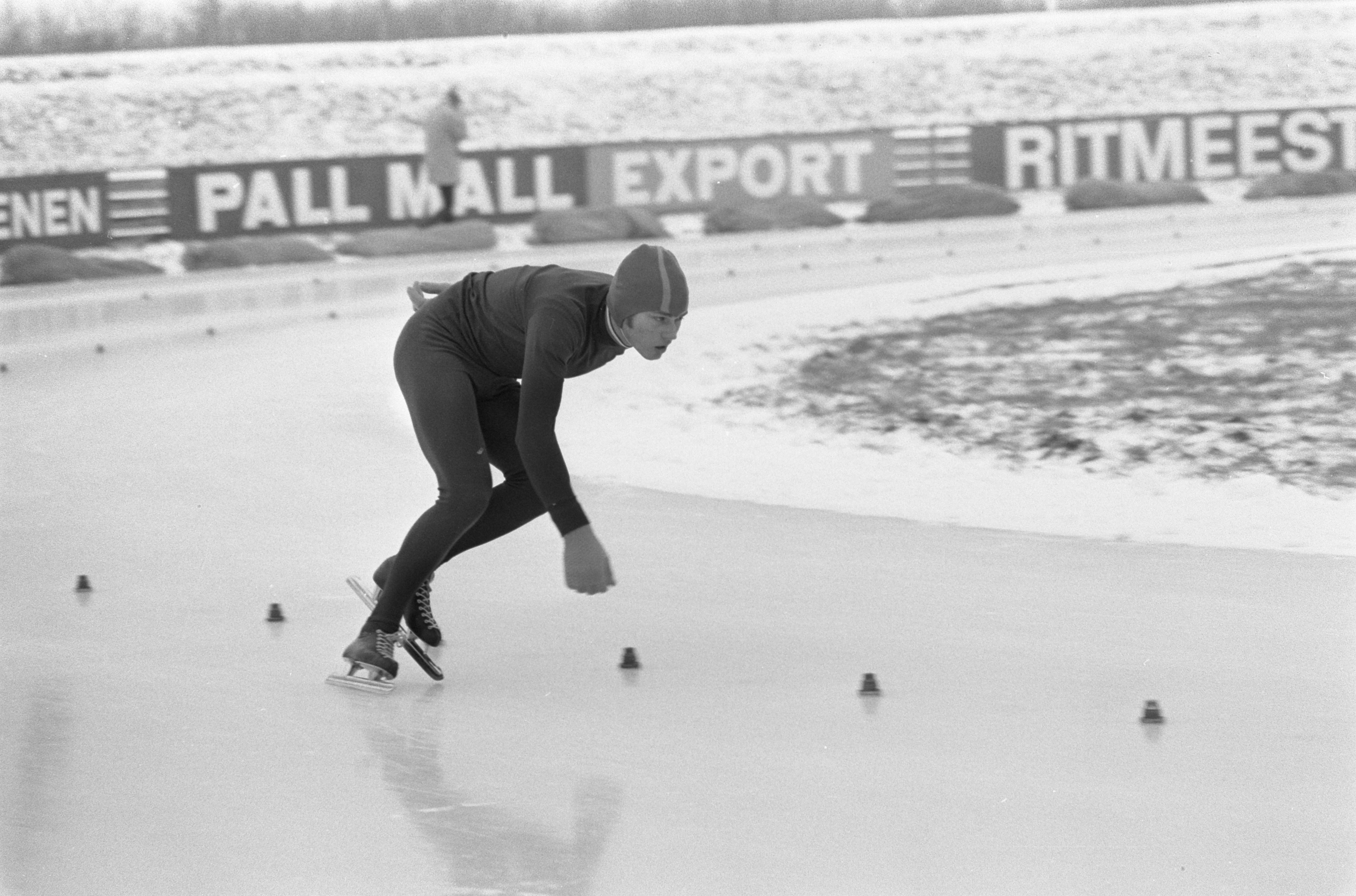
Co Giling wint de NK langebaan voor junioren in 1970.

Co Giling (april 1950) is een voormalige Nederlands marathonschaatser uit Warmenhuizen. Giling behaalde driemaal de Nederlandse Titel op kunstijs; in 1977, 1980 en 1981. Hiermee is hij samen met Jan Maarten Heideman, Lammert Huitema, Jan Kooiman en Bert Jan van der Veen recordhouder wat betreft Nederlandse titels.
hij deed 4 keer mee aan het NK Allround 1970 (10)  1971 (16)  1979 (-) 1980 (11)
Ook won Co Giling viermaal de KNSB Cup; in de seizoenen 1975/76, 1976/77, 1977/78 en 1979/80. Deze eer deelt hij met Richard van Kempen en Jan Maarten Heideman
Co Giling is de vader van de Nederlandse profwielrenner Bas Giling.

## Persoonlijke records
| Afstand      | Tijd    | Datum            | Baan          |
| ------------ | ------- | ---------------- | ------------- |
| 500 meter    | 42,30   | 6 december 1976  | Utrecht       |
| 1000 meter   | 1.26,1  | 20 november 1977 | Alkmaar       |
| 1500 meter   | 2.06,08 | 17 november 1979 | IJsselstadion |
| 3000 meter   | 4.16,38 | 10 december 1979 | Utrecht       |
| 5000 meter   | 7.26,9  | 18 november 1979 | Utrecht       |
| 10.000 meter | 15.32,3 | 20 november 1979 | Utrecht       |